# بئر الأحمر
البئر الأحمر إحدى مدن الجمهورية التونسية، تقع في شمال ولاية تطاوين.
وهي مدينة محاطة بجبال الظاهر من الغرب والسهل الساحلي من الشرق نمت المدينة في بداياتها بواسطة قوافل الصحراء الذين استقروا حول منبع للمياه لهذا سُميت بالبئر الأحمر.
يسكنها حوالي 10000 ساكن (2004)، تنظم سنوياً مهرجان وطني للزيتونة.